# Zeger Tollenaar
Zeger Tollenaar (Amerongen, 20 mei 1953) is een Nederlands oud-voetballer die gedurende zijn hele loopbaan bij WVV Wageningen, later FC Wageningen, speelde. 
Hij begon bij SV Candia '66 en zat in het internaat van Go Ahead. Tollenaar debuteerde in 1971 bij Wageningen en speelde zijn laatste wedstrijd in 1987. In totaal speelde hij 467 wedstrijden voor Wageningen. Met Wageningen promoveerde hij tweemaal naar de Eredivisie maar degradeerde ook tweemaal. Nadien werd Tollenaar actief als voetbaltrainer in het amateurvoetbal en was onder meer actief bij VVA '71, RVW, WAVV, SV TEC, CDW, ONA '53, Candia en SV Leones. In 2009 emigreerde hij naar het Griekse eiland Karpathos maar keerde ook meermaals terug onder meer als interim-trainer van Leones. Naast het voetbal was hij werkzaam in de installatietechniek. Op Karpathos begon Tollenaar een voetbalschool.